# Кузгунджук
Кузгунджук — район в ильче Ускюдар на азиатской стороне Босфора в Стамбуле. Район сосредоточен в долине, выходящей к Босфору, и несколько изолирован от основной части города, окружен заповедниками, кладбищами и военными объектами. Это тихий район с улицами, застроенными старинными деревянными домами.
Кузгунджук граничит на севере с Бейлербейи, на востоке с Бурхание, на юге с Икадие и Султантепе, а на западе с Босфором. На другой стороне Босфора находится Бешикташ. Автомагистраль Отойол 1 или О-1 отделяет район от Бурхание.

## История

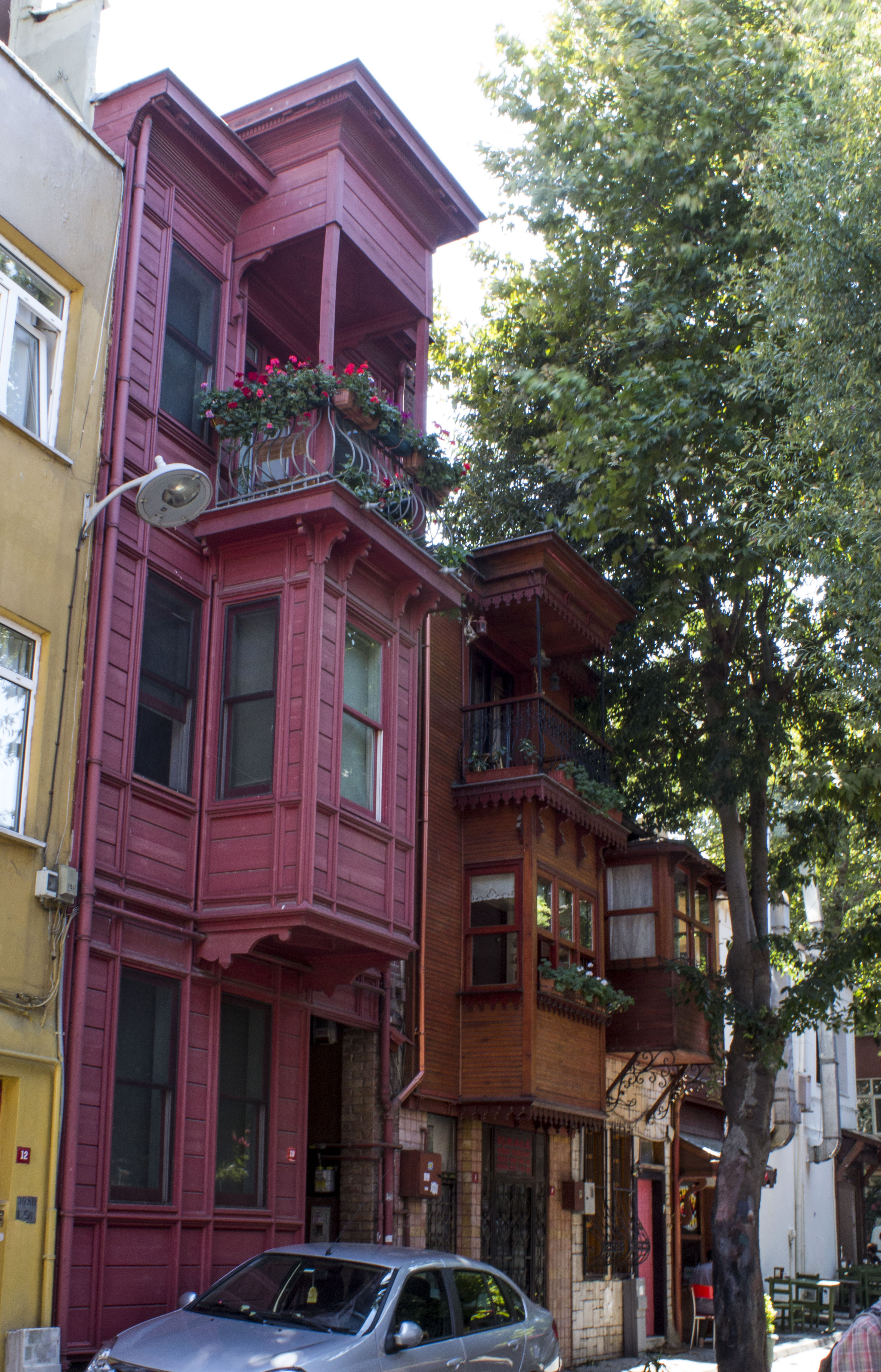
Дома в Кузгунджуке

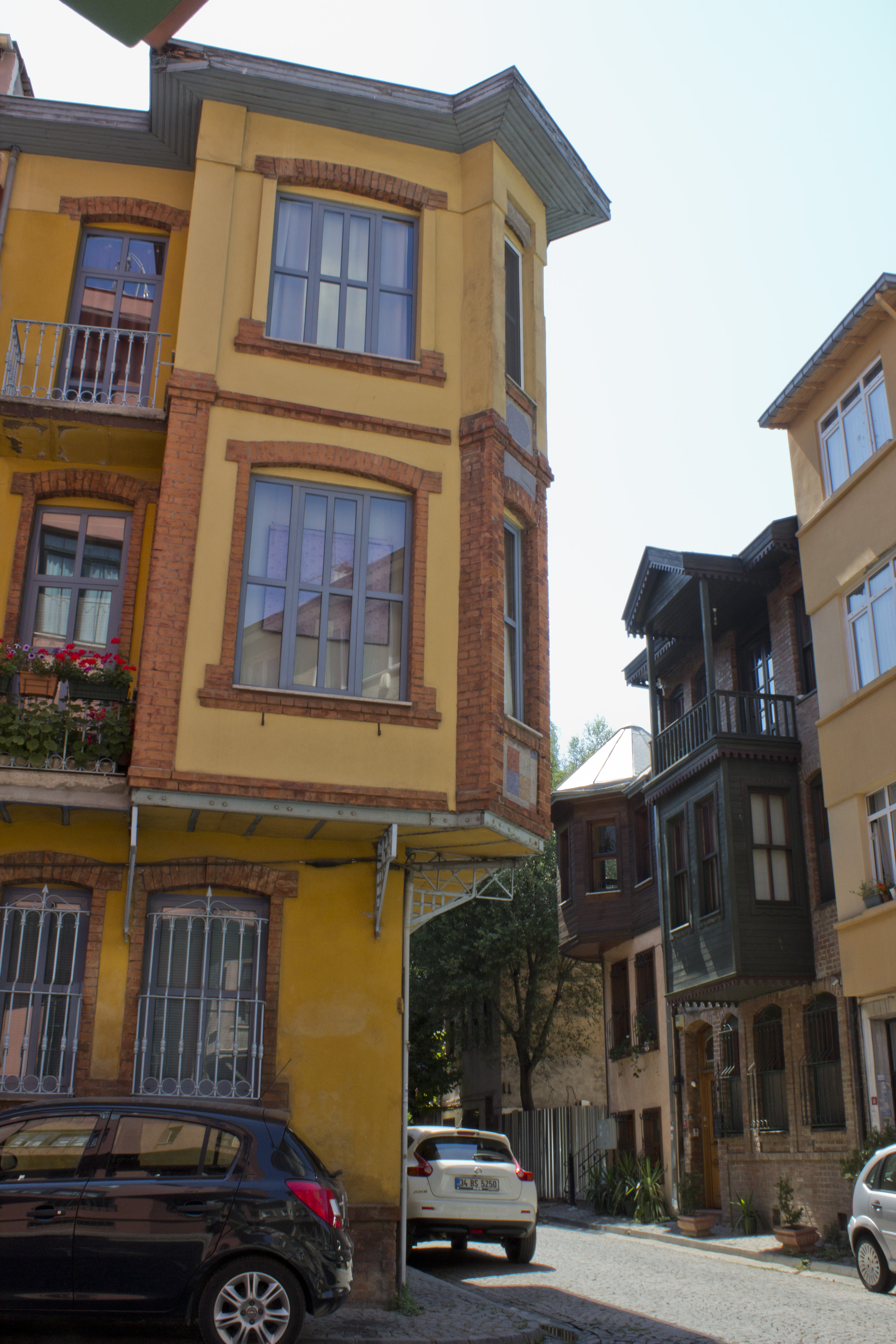
Угол дома в Кузгунджуке

Слово kuzguncuk означает «маленький ворон» или «зарешеченное окно тюремной двери» на турецком языке. Говорят, что это имя произошло от святого человека по имени Кузгун Баба, который жил в этом районе во времена султана Мехмеда II, или от искажения предыдущего имени Козиница.
В византийские времена этот район, возможно, назывался Хрисокерамос (Hrisokeramos), что означает «золотая черепица», из-за находившейся здесь церкви с позолоченной крышей. Около 553 года Нарсес построил здесь церковь, посвященную Деве Марии.
Евреи, изгнанные из Испании и Португалии, начали селиться в Османской империи в конце XV века. Как добровольные иммигранты, они имели больше свободы в отношении своего места жительства, и многие уехали из традиционных еврейских кварталов Стамбула, таких как Балат, в деревни вдоль Босфора, такие как Кузгунджук. Самым ранним свидетельством присутствия евреев в этом районе является надгробная плита, датированная 1562 годом.
Армяне начали селиться в Кузгунджуке в XVIII веке и к XIX веку стали значительной группой. Османские записи показывают просьбу 1834 года о том, чтобы их ночные религиозные службы могли продолжаться без помех. В 1835 году была построена их первая церковь.
Во второй половине 19 века значительное влияние на перевозки в Кузгунджук оказали переправы компании «Хайрие». Пристань, построенная после пожара, вспыхнувшего в 1865-1866 гг. и причинившего большой ущерб Кузгунджуку, облегчала морские перевозки.
Кузгунджук, который в основном представлял собой немусульманское поселение, не был районом, предпочитаемым мусульманами. С другой стороны, участок порта Окюз (Пашалиманы), расположенный рядом с ним, с его мечетью, фонтаном, причалом для лодок и садами, был населен только турками.
После создания Израиля еврейское население, когда-то значительное в Кузгунджуке, быстро сократилось.

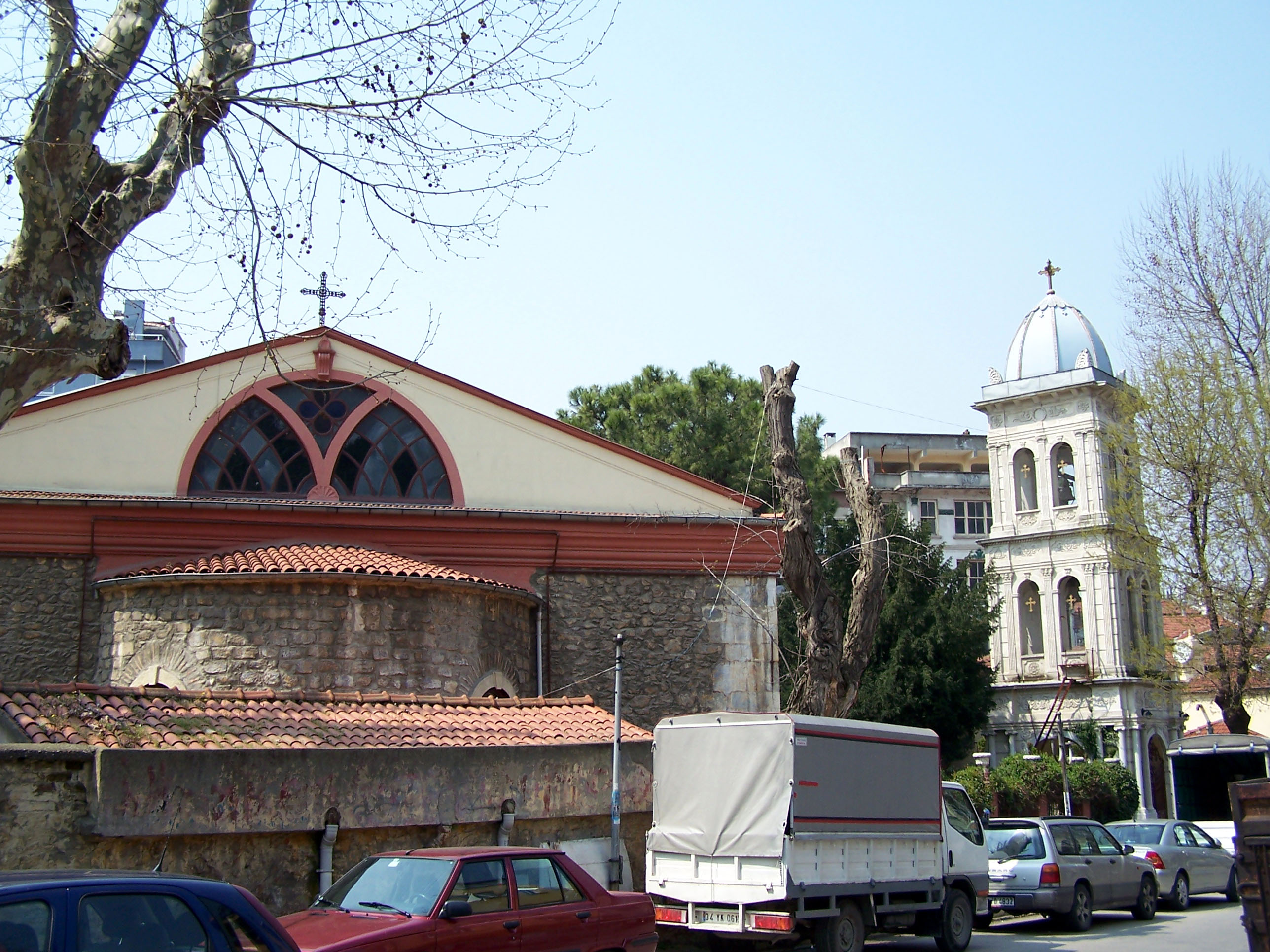
Греческая православная церковь Айос-Пантелеймон

Погром 1955 года вызвал эмиграцию многих представителей стамбульских меньшинств, в том числе греков и армян Кузгунджука. Сегодня там осталось очень мало немусульман. Этот исход открыл иммигрантам из Анатолии дешевое жилье, изменив этнический состав районов Стамбула. Большинство новых жителей Кузгунджука прибыли из Черноморского региона.  К концу 20-го века 15% жителей района были из Инеболу, 15% из Ризе, 10% из Трабзона, 10% из Токата, 10% из Карса и 10% из Сиваса.
Полицейский участок в Кузгунджуке был перемещен в связи с низкой статистикой преступности.

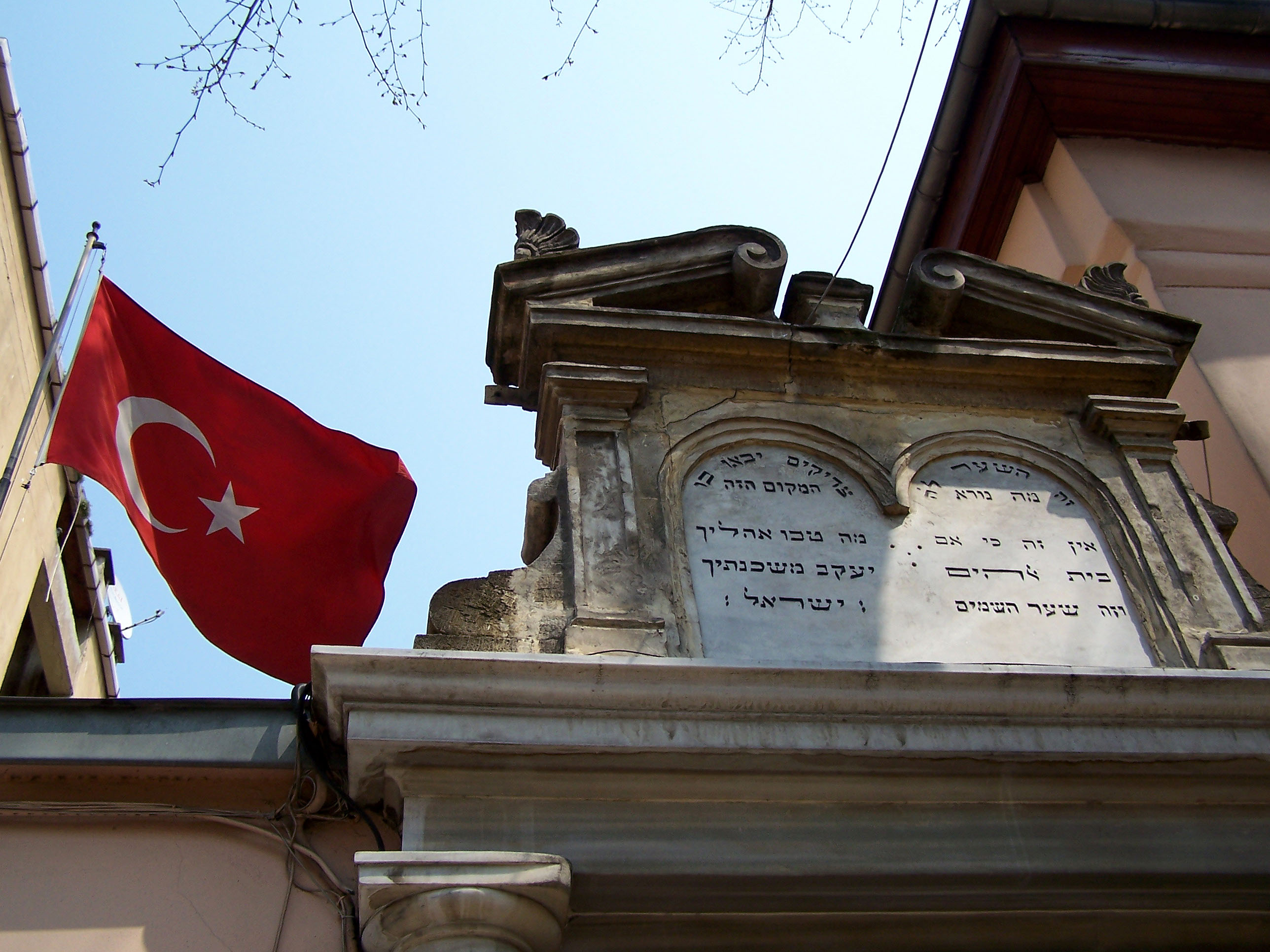
Синагога Бет-Яаков

## Культовые места
В настоящее время в Кузгунджуке есть две синагоги: синагога Бет-Яаков (построена в 1878 г.) и синагога Бет-Ниссим (построена в 1840-х гг.). Еврейское кладбище Наккаштепе также находится в Кузгунджуке.

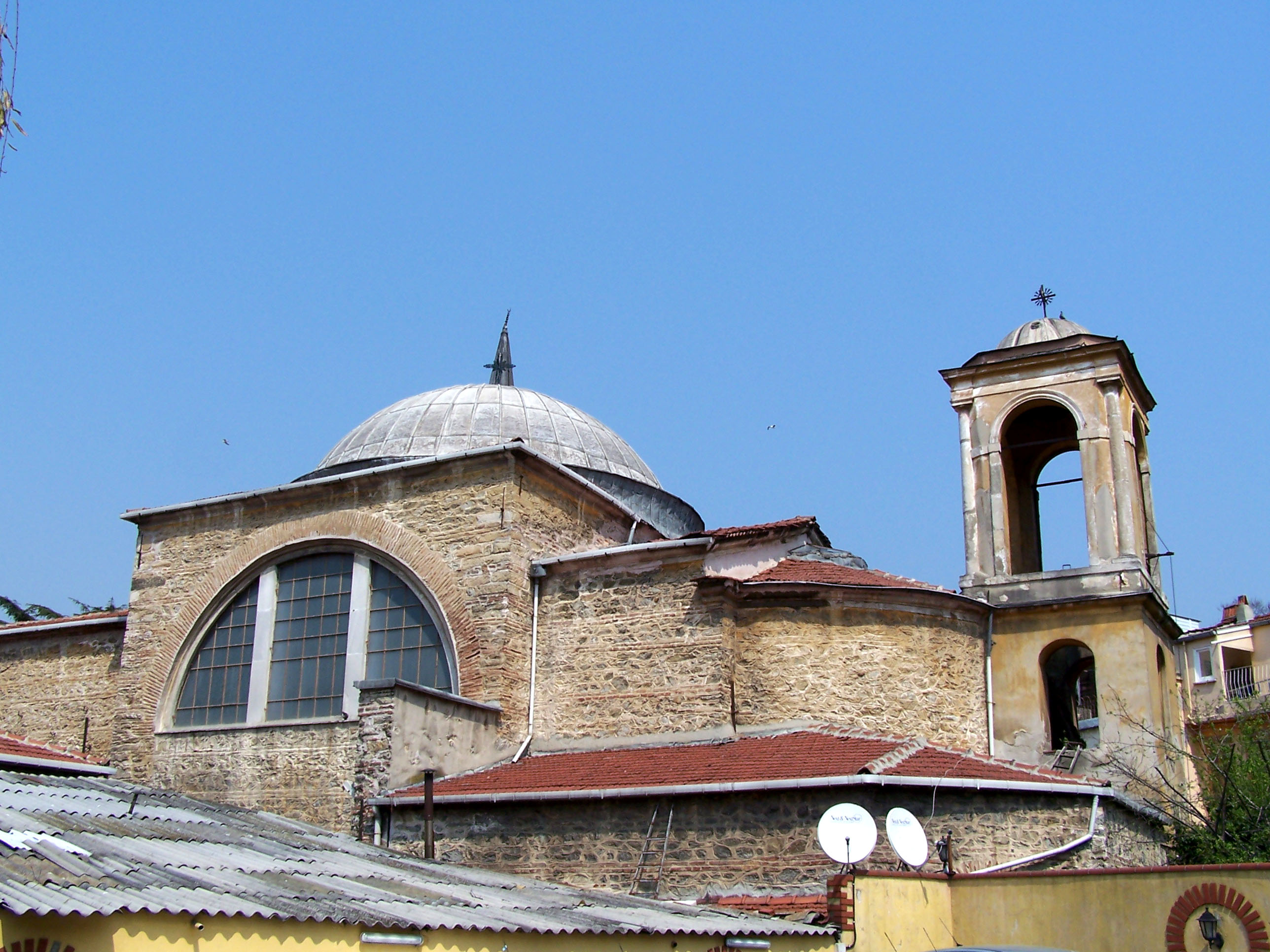
Армянская церковь Сурп Григор Лусаворич

Церкви Кузгунджука включают Армянскую церковь Сурп Григор Лусаворич (Святой Григорий Просветитель) (впервые построена в 1835 году, перестроена в 1861 году), Греческую православную церковь Айос-Георгиос (Святого Георгия),  Греческую православную церковь Айос-Пантелеймон (Святого Пантелеимона)  и греческое православное святилище Айос-Иоаннис (Святой Иоанн) (Аязма или святой источник).
В центре района не было мечети до 1952 года, когда во дворе армянской церкви была построена мечеть Кузгунджук (на строительные средства, в том числе пожертвования армянской общины). Мечеть Урианизаде вдоль берега на северной окраине квартала была построена как месджит (маленькая мечеть) в 1860 году. Минарет Шерефеси с бахромой — один из самых богатых и замечательных образцов деревянных минаретов в Стамбуле.

## Архитектура

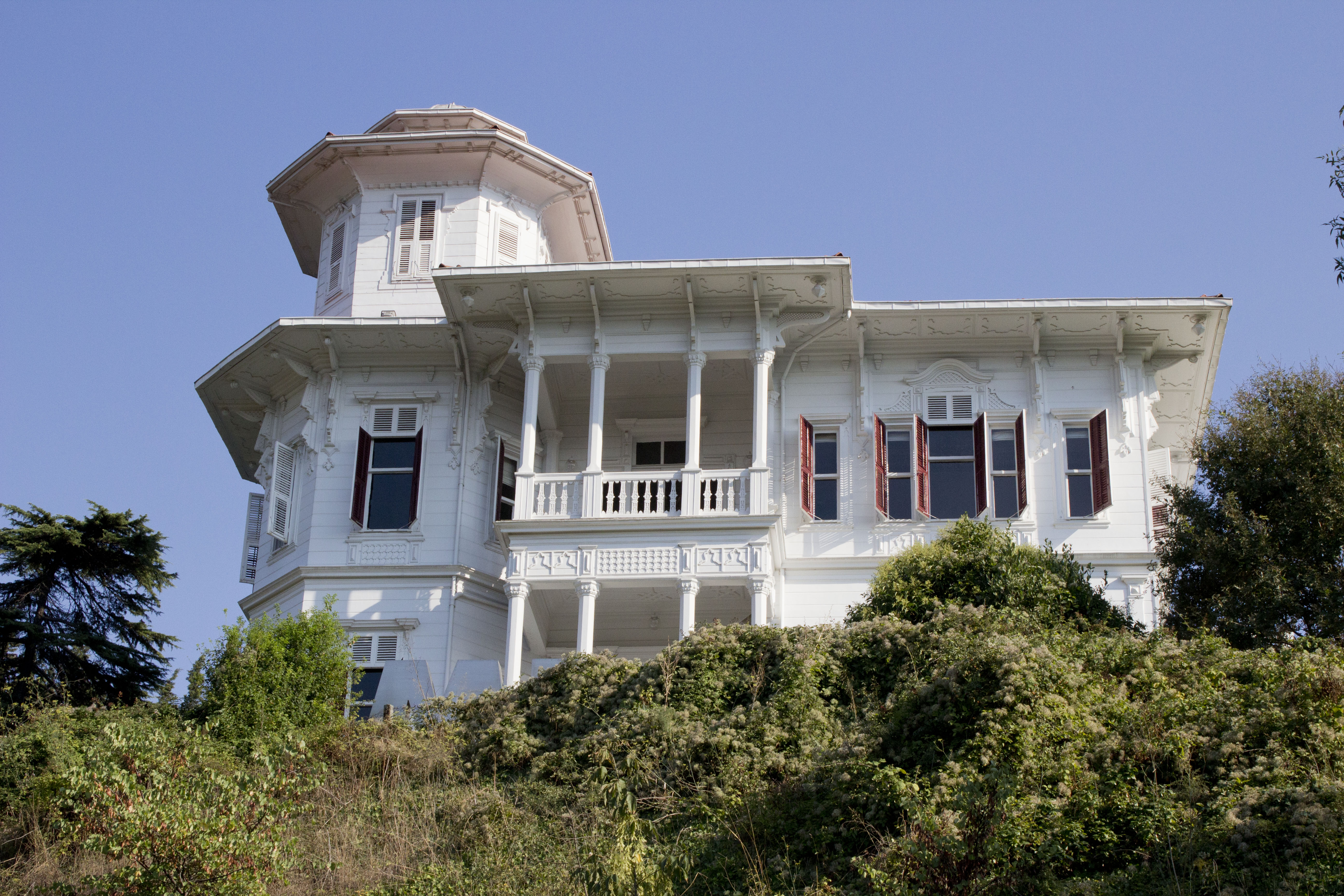
Отреставрированный особняк Фетхи Ахмет-паши

Великолепным образцом особняков, расположенных на побережье Кузгунджука, является особняк Фетхи Ахмед-паши. Его первым владельцем был Фетхи Ахмет-паша, занимавший важные государственные посты во времена правления Махмуда II (1808-1839) и Абдулмеджида (1839-1861). За особняком, состоящим из двух отдельных частей, гарема и селамлика, находится большая роща из сосен, платанов и елей. Роща особняка, от которой сегодня осталась только часть селамлика, была оставлена муниципалитету при условии, что она будет открыта для публики и что в ней не будут построены здания.
Внутренняя структура Кузгунджука состоит из рядов домов, отдельных домов, особняков и квартир, относящихся ко второй половине XIX и началу XX веков, которые пережили пожары. Ряды домов, построенные после пожара 1864 года и формирующие оригинальную текстуру района, возвышающиеся на узком участке земли, варьируются от двух до четырех этажей. Эти строения либо полностью каменные, либо состоят из деревянных верхних этажей, возвышающихся над каменным цокольным этажом.

## Съёмки

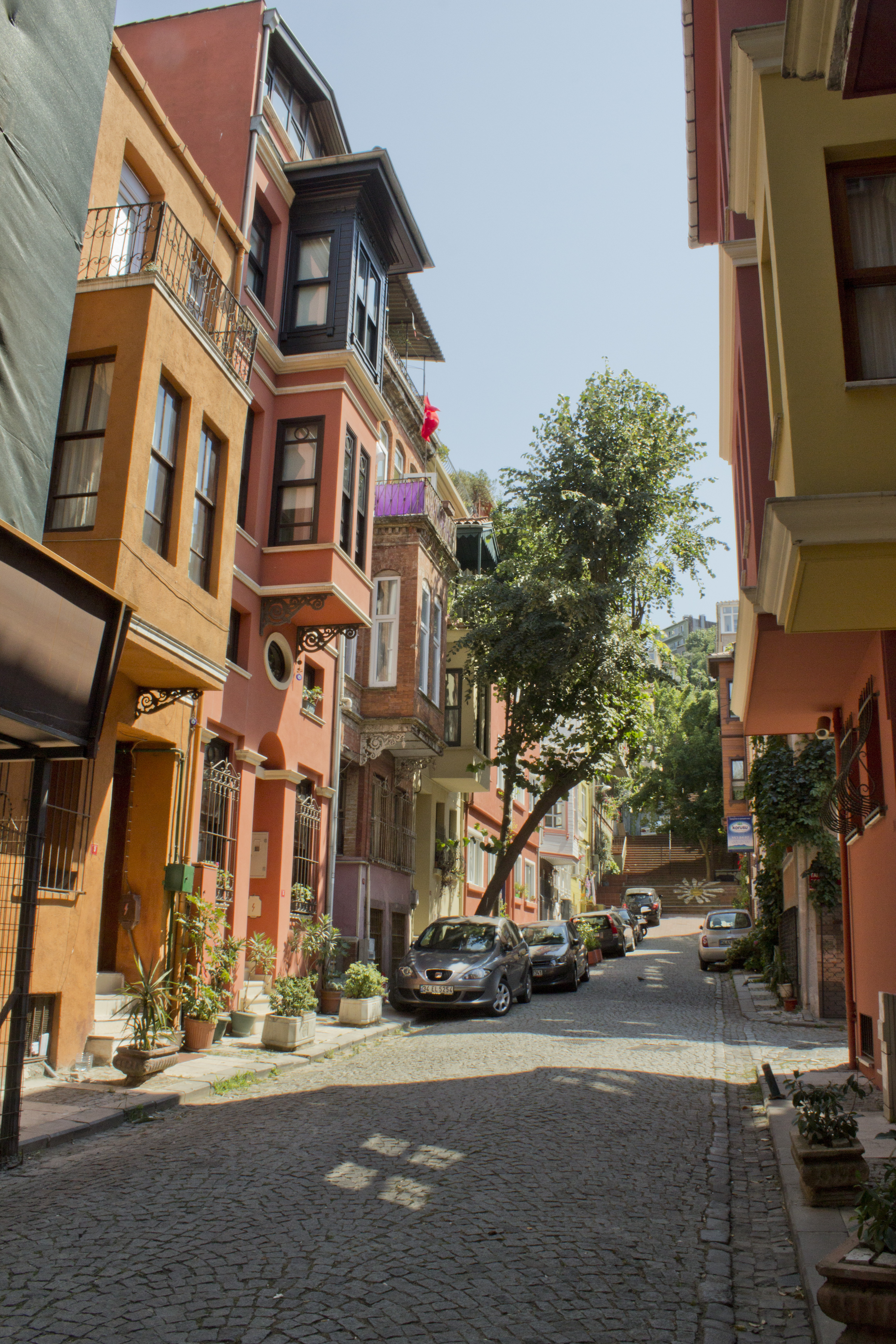
Улицы Кузгунджука

Это место с его историческими особняками, церквями, синагогами и мечетями, мощеными улицами, платанами и огородами привлекает кинематографистов как естественная съемочная площадка. После съемок популярного комедийного сериала «Perihan Abla» в середине 1990-х годов Кузгунджук стал любимой съемочной площадкой для нескольких других сериалов и рекламных роликов. Жителей, однако, не устраивает непрекращающийся дискомфорт, причиняемый дневными и ночными обстрелами.

## Рестораны
Кузгунджук известен своими ресторанами морепродуктов. Рыбный ресторан «Исмет Баба» и ресторан «Косиница»  — это лишь некоторые из них.

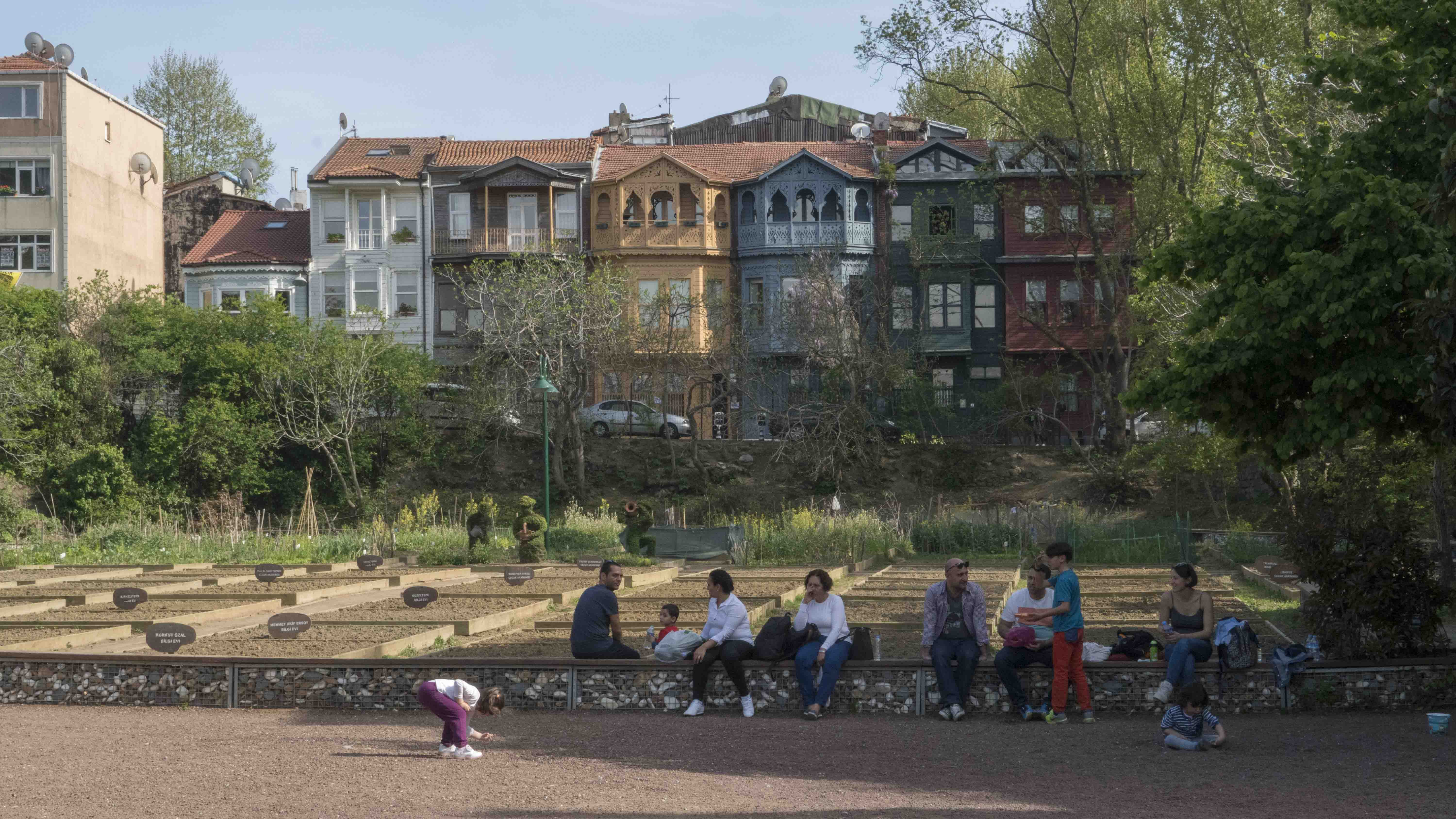
Кузгунджукский городской парк

## Известные люди
- Мехмет Али Айбар (1908—1995), лидер запрещенной Рабочей партии Турции (TİP)[21]
- Рефика Биргюль (род. 1980), автор книг по кулинарии и телеведущая[22]
- Хюлья Кочйигит (род. 1947), киноактриса[23]
- Павлос Палайологос (1895—1984), журналист, писатель.[24]
- Октай Рифат Хорозджу (1914—1988), писатель, драматург и поэт[21]
- Нихат Саргын, генеральный секретарь запрещенной Рабочей партии Турции (TİP)[21]
- Джан Юджель (1926—1999), поэт[25]
- Угур Юджель (род. 1957), актер, кинорежиссер и продюсер[26]